# استان سانتیاگو ده چوکو
استان سانتیاگو ده چوکو (به اسپانیایی: Provincia de Santiago de Chuco) یک منطقهٔ مسکونی در پرو است که در منطقه لا لیبرتاد واقع شده‌است.
 استان سانتیاگو ده چوکو ۲٬۶۵۸٫۹۶ کیلومتر مربع مساحت و ۵۷٬۵۲۶ نفر جمعیت دارد.